# Halinsana
Halinsana ist ein Ortsteil des osttimoresischen Orts Batugade (Suco Batugade, Verwaltungsamt Balibo, Gemeinde Bobonaro). Er liegt in einer Meereshöhe von 9 m in der Aldeia Batugade, westlich des Ortszentrum von Batugade, an der nördlichen Küstenstraße, die parallel zur Küste der Sawusee verläuft. Weiter westlich befindet sich der Grenzübergang von Mota’ain nach Indonesien.
Bei Halinsana befindet sich eine Pferderennbahn.